# Nyeri
Nyeri   este un oraș  în  partea centrală a Kenyei. Este reședința provinciei Centrale.